# ويلبر جونز
ويلبر جونز (بالإنجليزية: Wilbur Johns)‏ هو مدرب كرة سلة أمريكي، ولد في 8 ديسمبر 1903 في لوس أنجلوس في الولايات المتحدة، وتوفي في 15 يوليو 1967.

## روابط خارجية
- ويلبر جونز على موقع كلية كرة السلة في سبورتس رفرنس.كوم (الإنجليزية)